# Jasmine (Keith Jarrett)
Jasmine is een studioalbum van Keith Jarrett samen met Charlie Haden, dat al opgenomen was in maart 2007, maar pas werd uitgegeven in 2010. Het album kwam tot stand nadat Jarrett en Haden die in het verleden al met elkaar speelden, elkaar spraken in verband met een film die werd gemaakt over Haden. Afgesproken werd dat Haden Jarrett weer zou treffen in de geluidsstudio van Jarrett zelf (Cavelight Studio). Jarrett verkoos daarbij het gebruik van een wat oudere piano boven de moderne apparatuur. De opnamen waren derhalve niet optimaal. Jarrett speelde ten tijde van de opname voornamelijk jazzstandards en ging met Haden op de ingeslagen weg verder. Opvallend is daarbij de keus voor het poplied One Day I'll Fly Away van The Crusaders met Randy Crawford.

## Musici
- Keith Jarrett – piano
- Charlie Haden – contrabas

## Muziek
| Nr. | Titel                                                                                   | Duur  |
| --- | --------------------------------------------------------------------------------------- | ----- |
| 1.  | For All We Know (J. Fred Coots, Samuel M. Lewis)                                        | 9:45  |
| 2.  | Where Can I Go Without You (Peggy Lee, Victor Young)                                    | 9:20  |
| 3.  | No Moon at All (Redd Evans, David A. Mann)                                              | 4:40  |
| 4.  | One Day I'll Fly Away (Joe Sample, Will Jennings)                                       | 4;15  |
| 5.  | Intro / I'm Gonna Laugh You Right Out of My Life (Jarrett/ Cy Coleman, Joseph McCarthy) | 11:24 |
| 6.  | Body and Soul (Johnny Green, Edward Heyman, Frank Eyton, Robert Sour)                   | 11:09 |
| 7.  | Goodbye (Gordon Jenkins)                                                                | 8:01  |
| 8.  | Don't Ever Leave Me (Jerome Kern, Oscar Hammerstein II)                                 | 3:11  |